# Ethmostigmus trigonopodus
Espèce
Ethmostigmus trigonopodus est une espèce de myriapodes, de la classe des chilopodes, de la famille des Scolopendridae et du genre Ethmostigmus.

## Répartition et habitat
Cette espèce se rencontre partout en Afrique, depuis l'Algérie et l’Abyssinie jusqu'au Cap de Bonne-Espérance, mais le plus souvent en Afrique tropicale, sur les côtes Ouest et Est.
La référence au Cap de Bonne-Espérance est par ailleurs sans doute approximative puisque cette espèce n'est pas présente dans la province du Cap.
En Afrique, Ethmostigmus trigonopodus est notamment présent en Algérie,, au Sénégal,, en Guinée, au Sierra Leone, au Bénin, au Togo, au Ghana, au Nigeria,, au Tchad, au Soudan, en Ethiopie,, en Somalie,,, en Guinée équatoriale (île de Bioko), en Angola, en République démocratique du Congo,, en Ouganda, au Malawi, au Kenya, en Tanzanie (y compris à Zanzibar), au Zimbabwe,, au Mozambique, et en Afrique du sud,,.
Ethmostigmus trigonopodus serait également présent en Asie notamment en Turquie,, au Népal, et Papouasie-Nouvelle-Guinée,. D'autres auteurs suggèrent que cette espèce est uniquement africaine.
Ethmostigmus trigonopodus préfère les zones humides et la proximité des rivières mais il est également présent dans des zones sub-désertiques riches en sources.

## Description

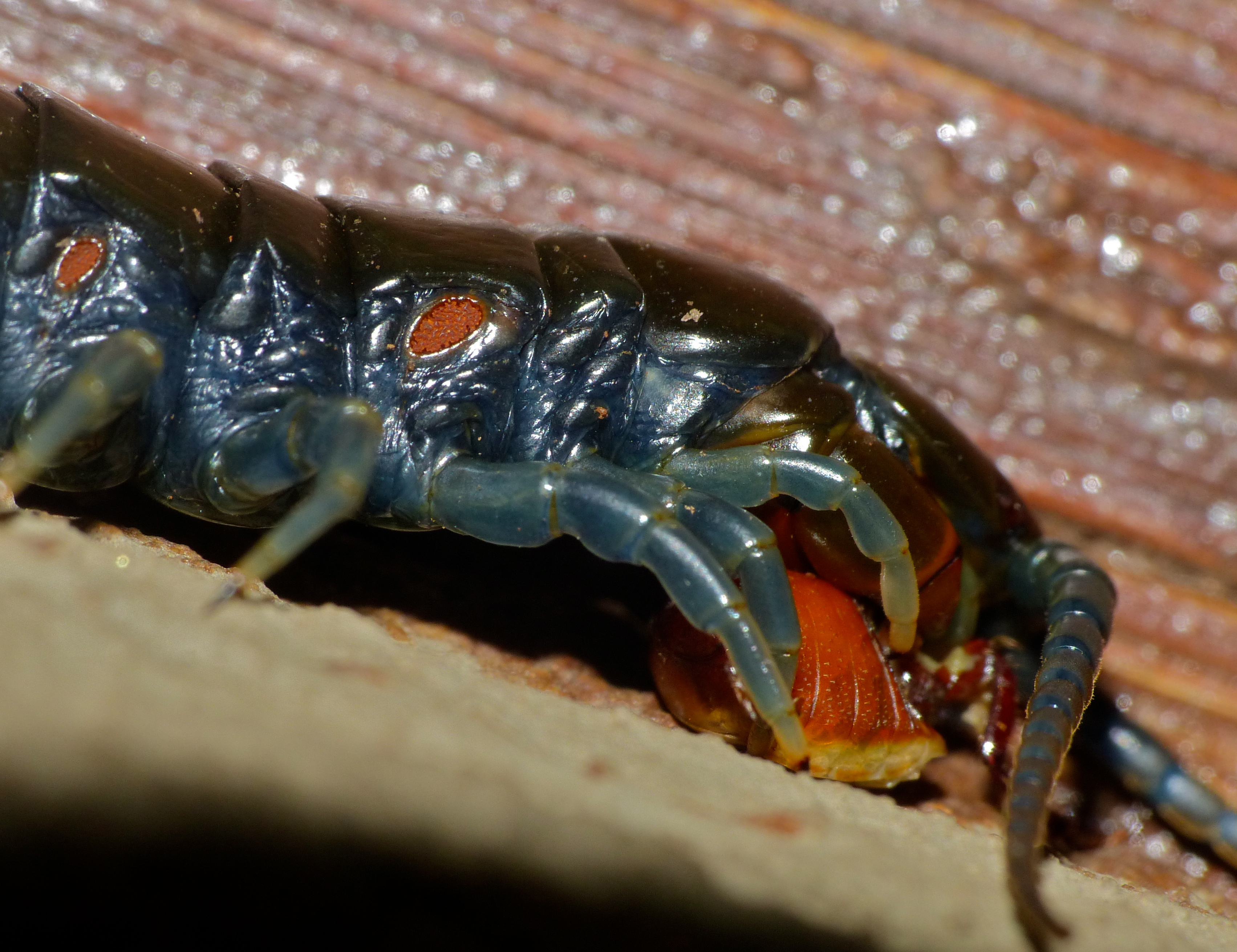
Détail des spiracles cribriformes (en orange) sur les segments 2 et 4 chez Ethmostigmus trigonepodus

Ethmostigmus trigonopodus peut mesurer de l'ordre de 13 cm.
Ethmostigmus trigonopodus est de couleur noir verdâtre.
Les pattes postérieures sont triangulaires avec la partie interne du premier article épineuse.
Le segment céphalique est petit avec le bord postérieur droit. Des "plaques basales" rudimentaires sont parfois visibles sur le bord postérieur de la plaque frontale. Le segment basilaire est grand. Les antennes sont ocre et duveteuses au sommet. La dent mandibulaire est assez petite. Le labium est lisse. Les plaques dentales sont grandes, allongées et sub-quadrangulaires, avec l'angle postérieur extérieur sortant et profondément perforé. Elles portent 8 grandes dents noires triangulaires et pointues avec le bord légèrement arqué. La seconde paire de maxillae présente deux éperons pré-tarsaux bien développés avec un éperon supérieur parfois beaucoup plus mince que l'inférieur. Chaque coxosternite des forcipules porte quatre dents dont les deux médianes ont une base commune.
Les segments II à XX présentent un sulci para-médian bien visible et presque complet.
L'avant-dernière paire de pattes porte un éperon tarsien. La partie postérieure du coxopleura est approximativement aussi longue que le segment XXI et présente deux épines apicales de taille normale, une épine ventro-latérale élargie et une à trois épines sur l'arc du bord dorso-médian. Les pattes terminales présentent un praetarsus avec deux éperons rudimentaires. Le joint basilaire de la paire de pattes postérieure est légèrement allongé et convexe sur la surface supérieure avec le bord extérieur arrondi. Le bord interne porte cinq grandes épines pointues, dont quatre sont un peu rapprochées et arrangées deux par deux en série double, et la cinquième angulaire est très grande et pointue. Les surfaces internes et inférieures sont arrondies avec cinq grandes épines pointues arrangées en deux séries longitudinales, deux sur le bord interne inférieur et trois dans une série externe. Le joint du tibia est sub-quadrangulaire et lisse avec le bord modérément pointu. Les appendices anaux sont allongés et perforés. Ils sont bifides à l'extrémité avec une forte épine sur le bord externe inférieur. Le bord supérieur postérieur est comprimé avec trois tubercules épineux dont les deux postérieurs sont très petits et rapprochés latéralement. L'écaille pré-anale est petite avec quatre côtés et avec une marque longitudinale et le bord postérieur profondément émarginé.

### Système génital femelle
Le système génital femelle est constitué d'un ovaire allongé médian, d'un unique oviducte droit (celui de gauche étant absent) fortement aplati dorso-ventralement qui contourne l'intestin postérieur par la droite avant de bifurquer en deux branches très courtes qui débouchent dans l'atrium génital aplati dorso-ventralement et d'origine ectodermique, d'une paire de réceptacles séminaux symétriques, ovoïdes et allongés qui se terminent postérieurement par un canal à lumen étroit, et d'une paire de glandes annexes dorsales.

## Comportement
Les pattes postérieures servent principalement à Ethmostigmus trigonopodus à se défendre.

### Reproduction
La durée minimum de gestation observée en captivité et potentiellement perturbée varie de 189 à 372 jours. L'itéroparité sans nouvel accouplement a également été observée. La durée d’incubation des œufs varie de 29 à 70 jours. Les juvéniles dépigmentés restent entre les pattes de la femelle jusqu'à leur émancipation qui intervient de 4 à 5 jours après leur pigmentation complète qui prend de 47 à 77 jours.

### Alimentation
En captivité, Ethmostigmus trigonopodus peut être nourri avec le grillon Gryllus bimaculatus De Geer, 1773 (Orthoptera, Gryllidae) ou la blatte Blaptica dubia (Serville, 1839) (Blattoptera, Blattidae).

### Parasites
Ethmostigmus trigonopodus peut être parasité par des acariens (sur la cuticule rectale), par des nématodes (dans les trachées) et par des grégarines (dans l'intestin).

## Systématique
L'espèce Ethmostigmus trigonopodus a été décrite par le zoologiste britannique William Elford Leach en 1817 sous le protonyme Scolopendra trigonopoda en référence à ses pattes postérieures de forme triangulaire.
Ethmostigmus trigonepodus (Leach, 1817) est l'espèce type du genre Ethmostigmus par désignation subséquente.

### Sous-espèces
La sous-espèce Ethmostigmus trigonepodus pygomenasoides Lewis, 1992 décrite du Népal ne semble pas présenter de caractère distinctif de l'espèce et pourrait être un simple synonyme,.

### Liste des synonymes
- Scolopendra trigonopoda Leach, 1817 (protonyme)[13],[1],[2]
- Scolopendra eydouxiana Gervais, 1838[12],[1]
- Heterostoma trigonopoda Newport, 1844[1],[2]
- Dacetum capense C. L. Koch, 1847[1]
- Heterostoma newporti Lucas, 1858[1]
- Dacetum trigonopoda Pocock, 1896[1]
- Scolopendra canidens hannoensis Turk, 1951[18]
- Ethmostigmus australianus stechowi Verhoeff, 1941[19],[2]

### Espèces similaires
Ethmostigmus trigonopodus est similaire à Ethmostigmus pygomegas (Kohlrausch, 1878) et à Ethmostigmus rubripes (Brandt, 1840) ainsi qu'à Scolopendra morsitans Linné, 1758.